# Vicianose
Vicianose ist eine organische Verbindung und ein aus Arabinose und Glucose aufgebautes Disaccharid.

## Vorkommen

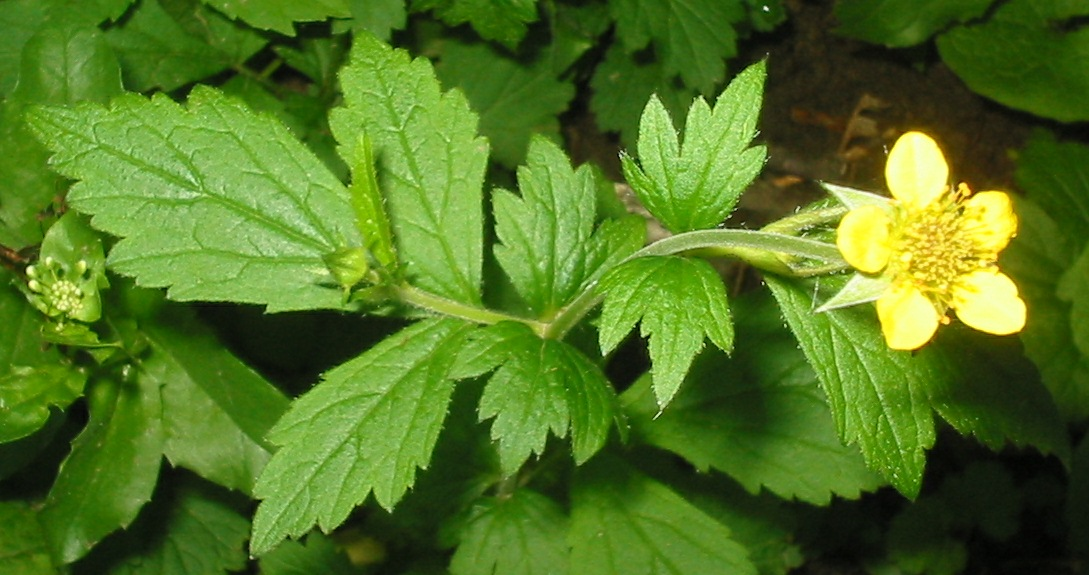
Echte Nelkenwurz

Freie Vicianose kommt im Rhizom der Echten Nelkenwurz vor. Daneben ist sie auch die Zuckerkomponente mehrerer in Pflanzen vorkommender Glycoside: So im ebenfalls in der Echten Nelkenwurz vorkommenden Gein aus Eugenol und Vicianose und dem cyanogenen Glycosid Vicianin aus Mandelonitril und Vicianose, das in der schmalblättrigen Wicke und in Farnen der Gattung Davallia (Familie Davalliaceae) vorkommt.

## Synthese
Vicianose kann durch Reaktion von 1,3,4,6-Tetraacetyl-D-glucose mit Acetobrom-L-arabinose und Quecksilber(II)-cyanid in Nitromethan gewonnen werden. Das acetylierte Zwischenprodukt kann mit Natriummethanolat in Methanol deacetyliert werden.